# 전원기
전원기(全原基, 1960년 11월 5일~)은 대한민국 제6대 인천광역시의원, 제5대 인천광역시 서구의원이다. 광주광역시 출신이다.

## 학력
- 1975.03~1978.02 광주진흥고등학교 졸업
- 1980.03~1984.02 전남대학교 석유화학공학 학사 졸업
- 1986.03~1988.02 전남대학교 대학원 공업화학 석사 졸업

## 경력
- 1988.01~1994.06 ㈜유공(SK) 근무
- 1995.06~1999.06 집현전 외국어속셈보습학원 원장
- 2004.12 민주당 인천시당 서구·강화군 을 당원협의회 검단연락소 소장
- 검단중학교 학부모 회장
- 인천 발산초등학교 운영위원
- 원당고등학교 운영위원
- 서인천고등학교 운영위원
- 청학 해양 감시단 고문
- 한국 청소년육성회 인천 서구 지부회 고문
- 현마 조기축구회 고문
- 2005.04 청학환경운동본부 자문위원
- 2005.07 민주평화통일자문회의 인천광역시 서구협의회 자문위원
- 2006.01~2007.06 민주당 인천시당 지방자치위원회 부위원장
- 인천광역시 서구 새마을회 이사
- 인천 신생요양원 후원회 이사
- 인천광역시 영어마을 운영위원장
- 2006.07 검단장학회 이사
- 2006.07~2007.06 인천원당로타리클럽 회장
- 2006.07~2010.03 제5대 인천광역시 서구의회 의원
- 2006.07~2008.07 제5대 인천광역시 서구의회 전반기 기획총무위원회 위원
- 2007.01 한국청소년육성회 인천 서구지부회 고문
- 2007.03 청학해양환경감시단 고문
- 2008.07~2010.03 제5대 인천광역시 서구의회 후반기 운영위원회 위원장
- 2008.09~2010.03 수도권매립지 주민지원협의체 위원
- 2009.01 바르게 살기 검단4동 위원회 고문
- 2010.07~2014.03 제6대 인천광역시의회 의원
- 2010.07~2012.07 제6대 인천광역시의회 전반기 의회운영위원회 위원장
- 2010.07~2012.07 제6대 인천광역시의회 전반기 기획행정위원회 위원
- 제6대 인천광역시의회 조례정비특별위원회 위원
- 2012.07~2014.03 제6대 인천광역시의회 후반기 건설교통위원회 위원
- 2012.07~2014.03 제6대 인천광역시의회 후반기 예산결산특별위원회 위원
- 제6대 인천광역시의회 후반기 윤리특별위원회 위원

## 역대 선거 결과
|  | 19.65% |

|  | 56.48% |

|  | 45.11% |